# Mikael Jakobsson
Mikael Jakobsson, Mikael Karl Edvin Jakobsson, född 9 januari 1981. Friidrottare med sex individuella svenska mästerskap. Hans främsta gren är 400 meter häck. Han tävlade i början av sin karriär för KFUM Örebro och bytte inför år 2005 till IF Göta.
Han utsågs 2003 till Stor grabb nummer 465 i friidrott.
Jakobsson är sedan 2016 gift med fotografen Helena Christerdotter, tillsammans har de sönerna Jack, Gus och Agaton.

## Karriär
Jakobsson deltog på 400 meter häck vid U23-EM i Amsterdam, Nederländerna år 2001 och kom på en tredjeplats med 50,86.
Vid VM i Edmonton 2001 var han med i det svenska långa stafettlaget som slogs ut i försöken på 4x400 meter (de andra var Jimisola Laursen, Johan Wissman och Magnus Aare).
Vid EM 2002 i München gick han vidare från försöken på 400 meter häck men slogs ut i semifinalen.
Vid VM i Paris 2003 blev han utslagen i semifinal i sin specialgren, 400 meter häck. Vid VM i Helsingfors 2005 slogs han ut i försöken, på tiden 50,35.

## Personliga rekord
| Utomhus - 100 meter – 11,06 (Västerås 22 juni 2000) - 200 meter – 21,37 (Minneapolis, USA 9 maj 2003) - 400 meter – 46,47 (Helsingfors, Finland 23 augusti 2002) - 400 meter – 47,11 (Göteborg 1 september 2001) - 110 meter häck – 14,91 (Uppsala 5 juni 1999) - 110 meter häck – 14,51 (medvind 2,3 m/s) (Västerås 12 augusti 2008) - 400 meter häck – 49,38 (Gävle 18 augusti 2002) | Inomhus - 200 meter – 21,77 (Minneapolis, USA 24 februari 2002) - 400 meter – 46,91 (Lincoln, Nebraska, USA 8 februari 2003) - 60 meter häck – 8,09 (Cedar Falls, USA 2 februari 2001) |